# Angelo Mai
Angelo Mai (Schilpario, 1782. március 7. – Castel Gandolfo, 1854. szeptember 9.) olasz származású római katolikus pap, régiségbúvár és nyelvész.

## Élete
1797-ben belépett a Jezsuita rendbe, majd 1808-ban szentelték pappá. Előbb a milanói Ambrosiana-könyvtár felügyelője, majd 1819-től a Vatikáni Apostoli Könyvtár őre volt, 1838-ban pedig kardinális lett. Nevét a régi kódexekben felfedezett és addig ismeretlen latin klasszikusok iratainak kiadása tette ismertté. Kutatásainak legnevezetesebb eredménye a Vatikáni Apostoli Könyvtárban felfedezett De re publica (Róma, 1822), Cicero elveszettnek hitt munkájának kézirata. Egyéb kiadványai: Auctores classici e Vaticanis codicibus editi (10 kötet, Róma, 1828-38); Scriptorum veterum nova collectio (10 kötet uo. 1825-38); Spicilegium Romianum (10 kötet, uo. 1839-44); Nova patrum bibliotheca (8 kötet uo. 1852-71).